# Rebellion (espada)
Rebellion es el nombre de la espada utilizada por el personaje Dante de la serie de  videojuegos Devil May Cry.                                                                           
La espada tiene un rostro en la empuñadura, el cual tiene la particularidad de ser diferente en cada lado. Mientras que de un lado posee un rostro humano, del otro tiene cuernos (lo cual es una referencia a su portador, que es mitad demonio). Al principio su poder se encuentra oculto, pero, después de la primera batalla de Dante con su hermano, Vergil, la espada despierta, cambiando su empuñadura y aumentando su filo.
- Datos: Q6102479